# ماثيو ساندز
ماثيو ساندز (بالإنجليزية: Matthew Sands) هو فيزيائي أمريكي، ولد في 20 أكتوبر 1919 في أوكسفورد في الولايات المتحدة، وتوفي في 13 سبتمبر 2014 في سانتا كروز في الولايات المتحدة.

## وصلات خارجية
- ماثيو ساندز على موقع ميوزك برينز (الإنجليزية)